# Rødkronet elminia
Rødkronet elminia (Erythrocercus mccallii) er en spurvefugl, der lever i det Subsahariske Afrika.